# عنهية
العِنهِيَّة أو العنقودية هي عائلة صغيرة من النباتات المزهرة في رتبة المتصالبيات مهدها أورُبَّة و آسِية المعتدلة والاستوائية والولايات المتحدة. أكبر أجناسها العنهة. تضم العائلة ثلاثة أجناس ذات ما يزيد عن من 40 نوعًا معروفًا.